# 73687 Тома Аквінський
73687 Тома Аквінський (73687 Thomas Aquinas) — астероїд головного поясу, відкритий 10 жовтня 1990 року.
Тіссеранів параметр щодо Юпітера — 3,358.
Названо на честь Томи Аквінського (лат. Thomas Aquinas, нім. Thomas von Aquin, італ. Tommaso d'Aquino, 1225-1274) — одного з найвизначніших та найвпливовіших філософів і теологів в історії, засновника теологічної школи томізму, святого католицької церкви.